# کبل، سوات
کبل (به انگلیسی: Kabal Tehsil) یک منطقهٔ مسکونی در پاکستان است که در سوات، پاکستان واقع شده‌است. کبل ۴۲۰٬۳۷۴ نفر جمعیت دارد و ۸۴۵ متر بالاتر از سطح دریا واقع شده‌است.